# Rivarennes (Indre)
Rivarennes is een gemeente in het Franse departement Indre (regio Centre-Val de Loire) en telt 543 inwoners (2005). De plaats maakt deel uit van het arrondissement Le Blanc.

## Geografie
De oppervlakte van Rivarennes bedraagt 38,3 km², de bevolkingsdichtheid is 14,2 inwoners per km².
De onderstaande kaart toont de ligging van Rivarennes (Indre) met de belangrijkste infrastructuur en aangrenzende gemeenten.

## Demografie
Onderstaande figuur toont het verloop van het inwonertal (bron: INSEE-tellingen).